# Alexander Usov
Alexander Usov (Rusia, 2 de marzo de 1976) es un atleta ruso especializado en la prueba de 4x400 m, en la que consiguió ser subcampeón mundial en pista cubierta en 2004.

## Carrera deportiva
En el Campeonato Mundial de Atletismo en Pista Cubierta de 2004 ganó la medalla de plata en los relevos de 4x400 metros, llegando a meta en un tiempo de 3:06.23 segundos, tras Jamaica (oro) y por delante de Irlanda (bronce).